# ジョージアの鉄道

ジョージアの鉄道網

ジョージアの鉄道では、ジョージアにおける鉄道について記す。

## 軌間
ジョージアの鉄道の軌間は広軌（1,520mm）である。（距離：1,576km）
ただし、バクー＝トビリシ＝カルス鉄道のアハルカラキからトルコ国境のカルツァヒまでは標準軌（1,435mm）である。ボルジョミ・バクリアニ狭軌鉄道は狭軌（900mm）である。

## 事業者
国有鉄道
- グルジア鉄道

地下鉄
- トビリシ地下鉄

## 隣接国との鉄道接続状況
- ロシア - アブハジア共和国（事実上独立した地域）とロシア間で接続している（アブハジア鉄道参照）。
- アゼルバイジャン - 接続あり
- アルメニア - 接続あり
- トルコ - 接続あり（バクー＝トビリシ＝カルス鉄道参照）。
- （ アブハジア共和国） - 接続あり（鉄道橋は破壊状態）、1993年より運行なし。
- （ 南オセチア共和国・アラニヤ国） - 接続あり、1992年より運行なし。